# Ele é um bom companheiro

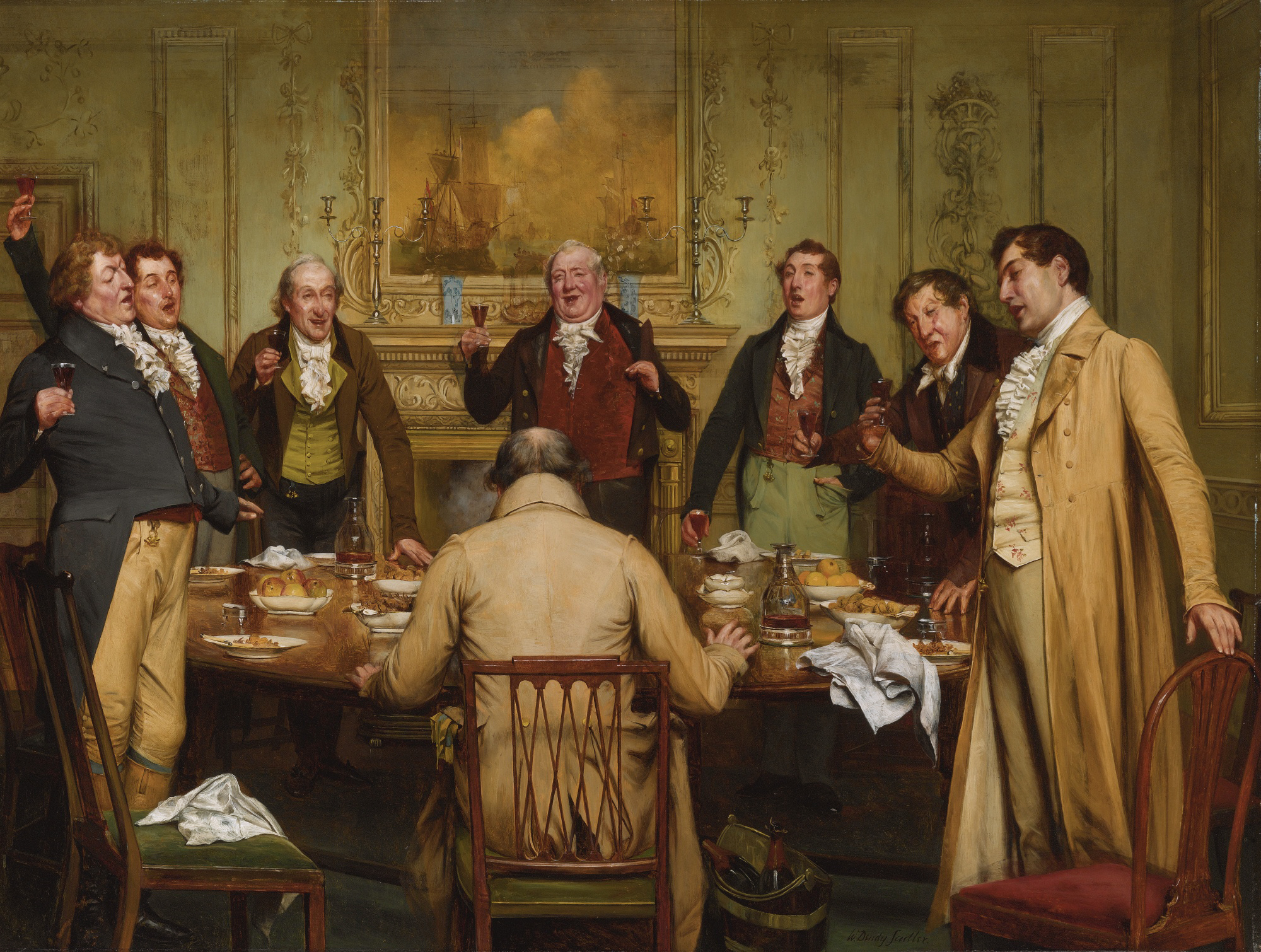
A pintura "Ele é um bom companheiro", de Walter Dendy Sadler é anterior a 1897

"Ele é um bom companheiro" é a tradução para o português do nome de "For He's a Jolly Good Fellow", canção tradicional britânica e americana. Como o original, é cantada para parabenizar uma pessoa em alguma ocasião especial da sua vida.
"Ele é um Bom Companheiro" é frequentemente utilizada em filmes e séries de televisão como substituta para a canção "Parabéns a Você" em cenas de aniversário. Essa substituição ocorre devido aos direitos autorais de "Parabéns a Você", controlados pela Warner Chappell, que cobra licenças pelo uso da música. Estima-se que a empresa arrecade aproximadamente US$ 2 milhões anuais com os direitos da canção, o que leva produções audiovisuais a optarem por alternativas de domínio público, como "Ele é um Bom Companheiro", para evitar custos adicionais.
Segundo o Guinness Book, a versão original é uma das canções mais populares em língua inglesa, perdendo somente para Happy Birthday to You, traduzida como "Parabéns a Você" em português.
For He's A Jolly Good Fellow, tem como base a melodia de uma canção folclórica francesa, Marlbrough s'en va-t-en guerre.